# Neobarya ciliaris
Neobarya ciliaris är en svampart som beskrevs av Etayo 2002. Neobarya ciliaris ingår i släktet Neobarya och familjen Clavicipitaceae.   Inga underarter finns listade i Catalogue of Life.